# لکی غندکی
لکی غندکی (به انگلیسی: Laki Ghundaki) یک منطقهٔ مسکونی و روستا در پاکستان است.